# Kim Rune Borgersen
Kim Rune Østerlie Borgersen (født 5. januar 1976) er en norsk fodbolddommer. Han er medlem af SBK Drafn og startede dommerkarrieren i 1994. Borgersen debuterede som hoveddommer i Tippeligaen 2003 og har tilsammen dømt omkring ti kampe i Tippeligaen, mens han i 1. divisjon har dømt over 70 kampe. Han har dømt flere landskampe på ungdomsniveau både for piger og drenge. Borgersen har for øvrig også været bandymålmand for Drafn og Solberg.